# Јарут
Јарут је планина у југозападној Србији, пар километара северозападно од Тутина. Планина је претежно шумовита, са мањим облицима крашког рељефа. Највиши врх планине Јарут је Марков врх, који износи 1428 m.